# Grieks-Nederlandse betrekkingen
De Grieks-Nederlandse betrekkingen zijn de internationale betrekkingen tussen Griekenland en Nederland. De betrekkingen gaan terug tot 1834 na de Griekse onafhankelijkheid van het Ottomaanse Rijk. Beide landen zijn lid van de Europese Unie en de NAVO. Ook maken beide landen deel uit van de Schengenzone en hebben de euro als valuta.

## Landenvergelijking
|                 | Nederland                                            | Griekenland       |
| --------------- | ---------------------------------------------------- | ----------------- |
| Bevolking       | 17.280.397 (2020)                                    | 10.607.051 (2020) |
| Oppervlakte     | 41.543 km²                                           | 131.957 km²       |
| Dichtheid       | 416/km² (2020)                                       | 80,4/km² (2020)   |
| Hoofdstad       | Amsterdam                                            | Athene            |
| Regeringsvorm   | Constitutionele monarchie - Parlementaire democratie | Republiek         |
| Officiële talen | Nederlands                                           | Grieks            |

## Diplomatie
| Van het Koninkrijk der Nederlanden - Athene (ambassade) |  | Van de Helleense Republiek - Den Haag (ambassade) - Rotterdam (consulaat-generaal) |